# Rue de la Ferronnerie
Rue de la Ferronnerie (Zámečnická ulice) je ulice v Paříži. Nachází se v 1. obvodu.

## Poloha
Ulice začíná na křižovatce s Rue Saint-Denis, vede západním směrem a končí u Rue de la Lingerie.

## Historie
Ulice se původně ve středověku nazývala Rue de la Charronnerie (Kolářská ulice) nebo Rue des Charrons (Ulice kolářů) podle zdejších řemeslníků. Od roku 1229 ovšem nese své dnešní jméno, protože král Ludvík IX. udělil cechu zámečníků (ferronniers) privilegium usídlit se v této ulici.
Do francouzských dějin vstoupila tato malá ulička 14. května 1610, když zde byl v kočáře zavražděn král Jindřich IV. mnichem Ravaillacem. Deska na chodníku dnes upomíná na místo, kde k atentátu došlo.

## Významné stavby
V ulici se nachází jeden z nejdelších domů v Paříži postavený v letech 1669-1678, který zahrnuje čísla 2-4-6-8-10-12-14.